# Blanzac-lès-Matha
Blanzac-lès-Matha és un municipi francès situat al departament del Charente Marítim i a la regió de la Nova Aquitània. L'any 2007 tenia 326 habitants.

## Demografia

### Població
El 2007 la població de fet de Blanzac-lès-Matha era de 326 persones. Hi havia 126 famílies de les quals 24 eren unipersonals (8 homes vivint sols i 16 dones vivint soles), 59 parelles sense fills i 43 parelles amb fills.
La població ha evolucionat segons el següent gràfic:
Habitants censats

### Habitatges
El 2007 hi havia 156 habitatges, 131 eren l'habitatge principal de la família, 11 eren segones residències i 14 estaven desocupats. Tots els 154 habitatges eren cases. Dels 131 habitatges principals, 109 estaven ocupats pels seus propietaris, 21 estaven llogats i ocupats pels llogaters i 2 estaven cedits a títol gratuït; 1 tenia una cambra, 2 en tenien dues, 18 en tenien tres, 30 en tenien quatre i 81 en tenien cinc o més. 104 habitatges disposaven pel capbaix d'una plaça de pàrquing. A 63 habitatges hi havia un automòbil i a 63 n'hi havia dos o més.

### Piràmide de població
La piràmide de població per edats i sexe el 2009 era:
| Homes | Edats   | Dones |
| ----- | ------- | ----- |
| 0     | 95 o +  | 0     |
| 0     | 90 a 94 | 0     |
| 0     | 85 a 89 | 4     |
| 4     | 80 a 84 | 0     |
| 4     | 75 a 79 | 8     |
| 12    | 70 a 74 | 4     |
| 20    | 65 a 69 | 8     |
| 12    | 60 a 64 | 20    |
| 12    | 55 a 59 | 4     |
| 4     | 50 a 54 | 8     |
| 16    | 45 a 49 | 16    |
| 8     | 40 a 44 | 20    |
| 4     | 35 a 39 | 4     |
| 20    | 30 a 34 | 8     |
| 0     | 25 a 29 | 4     |
| 4     | 20 a 24 | 0     |
| 12    | 15 a 19 | 8     |
| 24    | 10 a 14 | 12    |
| 8     | 5 a 9   | 0     |
| 4     | 0 a 4   | 4     |

## Economia
El 2007 la població en edat de treballar era de 191 persones, 132 eren actives i 59 eren inactives. De les 132 persones actives 119 estaven ocupades (58 homes i 61 dones) i 13 estaven aturades (5 homes i 8 dones). De les 59 persones inactives 35 estaven jubilades, 11 estaven estudiant i 13 estaven classificades com a «altres inactius».

### Ingressos
El 2009 a Blanzac-lès-Matha hi havia 126 unitats fiscals que integraven 319 persones, la mediana anual d'ingressos fiscals per persona era de 15.281 €.

### Activitats econòmiques
Dels 13 establiments que hi havia el 2007, 1 era d'una empresa de fabricació de material elèctric, 3 d'empreses de construcció, 4 d'empreses de comerç i reparació d'automòbils, 1 d'una empresa de transport, 2 d'empreses immobiliàries, 1 d'una empresa de serveis i 1 d'una entitat de l'administració pública.
Els 3 serveis als particulars que hi havia el 2009 eren paletes.
L'únic establiment comercial que hi havia el 2009 era un supermercat.
L'any 2000 a Blanzac-lès-Matha hi havia 12 explotacions agrícoles que ocupaven un total de 438 hectàrees.

## Equipaments sanitaris i escolars
L'únic equipament sanitari que hi havia el 2009 era una ambulància.

## Poblacions més properes
El següent diagrama mostra les poblacions més properes.